# Rhodopygia
Genre
Rhodopygia est un genre néotropical d'insectes de la famille des Libellulidae appartenant au sous-ordre des anisoptères dans l'ordre des odonates. Il comprend cinq espèces.

## Répartition
Les espèces de ce genre se retrouvent au Guatemala, au Brésil et du Belize jusqu'à la Bolivie.

## Espèces du genre
- Rhodopygia cardinalis (Erichson, 1848)
- Rhodopygia geijskesi Belle, 1964
- Rhodopygia hinei Calvert, 1907
- Rhodopygia hollandi Calvert, 1907
- Rhodopygia pruinosa Buchholz, 1953